# Schleusenwärterhaus Schleuse 61 (Wendelstein)

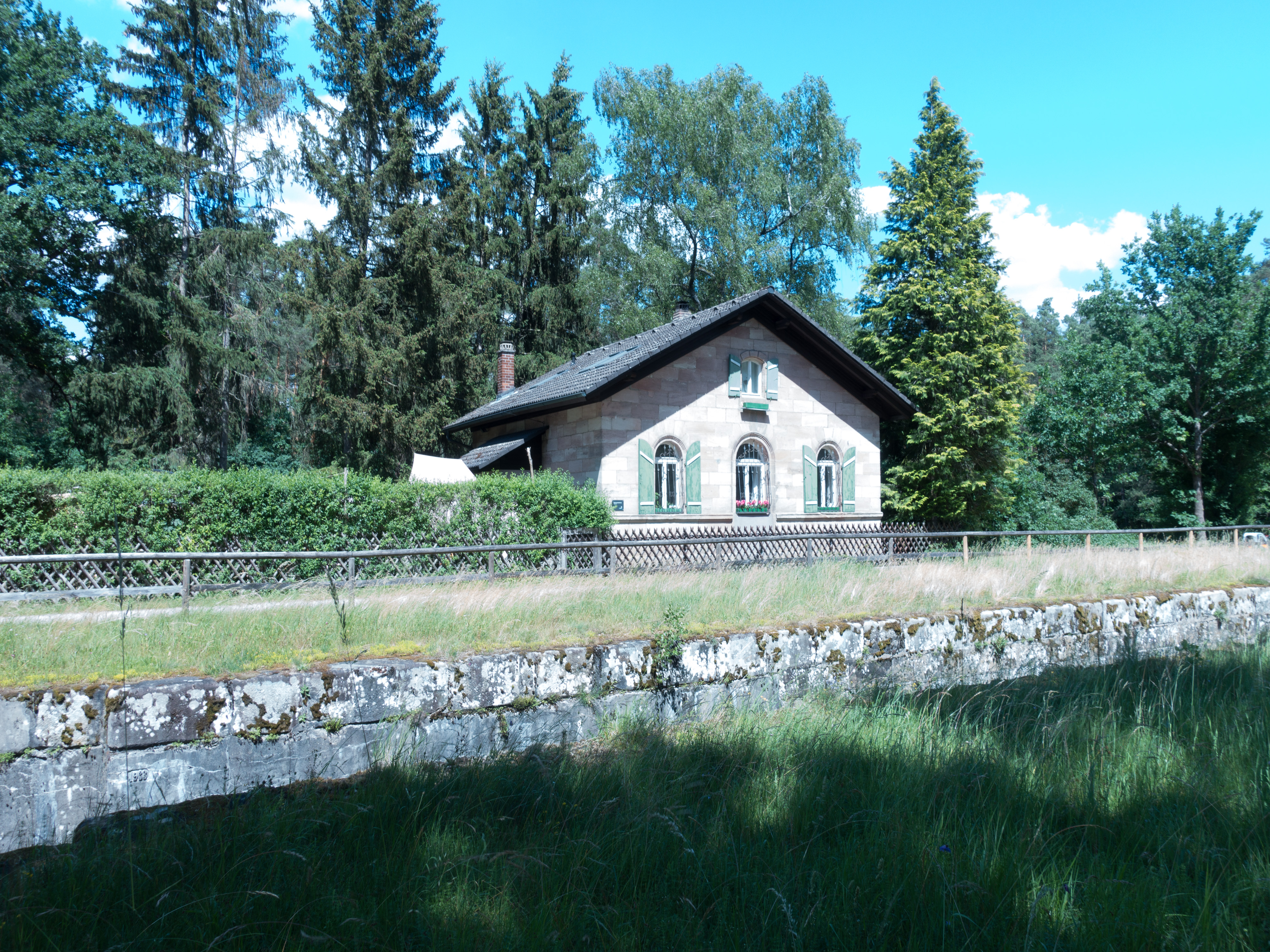
Schleusenwärterhaus der Schleuse 61 des Ludwig-Donau-Main-Kanals

Das Schleusenwärterhaus Schleuse 61 bei Röthenbach bei Sankt Wolfgang, einem Gemeindeteil des mittelfränkischen Marktes Wendelstein, war Bestandteil des Ludwig-Donau-Main-Kanals.
Das eingeschossige Gebäude wurde zwischen 1836 und 1845 errichtet. Es weist ein Quadermauerwerk aus Rotsandstein und ein Satteldach auf, die Fenster und der Eingang sind stichbogig. Insgesamt gab es 69 Schleusen- und Kanalwärterhäuser, die nach einem Musterplan gebaut worden waren. Nur noch wenige dieser Gebäude sind erhalten.

## Schleusenwärterhäuser am Ludwig-Donau-Main-Kanal
- Schleusenwärterhaus Mühlwörth 15 (Bamberg)
- Schleusenwärterhaus (Forchheim)
- Schleusenwärterhaus Schleuse 70 (Nürnberg)
- Schleusenwärterhaus Schleuse 72 (Nürnberg)
- Schleusenwärterhaus (Pollanten)